# Vale do Jamari
O Vale do Jamari é uma região do Estado de Rondônia que se constitui dos municípios de Ariquemes, Monte Negro, Buritis, Alto Paraíso, Campo Novo de Rondônia, Cacaulândia, Rio Crespo, Cujubim e Machadinho D'Oeste. 
Apresenta como fio comum o fato dos igarapés e rios da região serem afluentes do Rio Jamari, a influência do grupo indígena Arikêmes e de ter sido colonizado recentemente, após o ano de 1974 pelo Projeto Burareiro, o qual distribuiu lotes rurais de tamanho médio entre 125 e 250 hectares, sendo assentadas inicialmente 5585 famílias, tendo o núcleo central como sendo o no município de Ariquemes, cujo território foi desmembrado gradativamente para dar origem aos demais municípios do Vale do Jamari. 